# بایگانی‌های اداری تخت جمشید

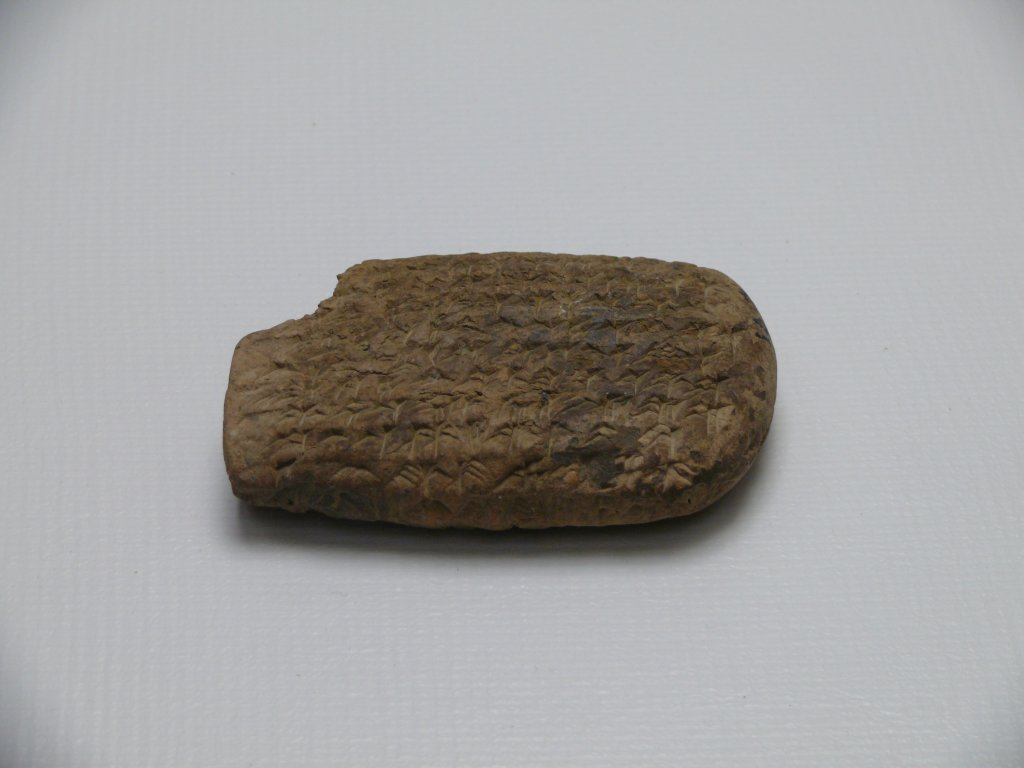
یکی از الواح گلی تخت جمشید، موزه تخت جمشید

بایگانی‌های اداری تخت جمشید به دو مجموعهٔ بزرگِ «الواح خزانه‌داری تخت جمشید» و «الواح باروی تخت جمشید» از بایگانی‌های اداری حک‌شده بر روی الواح گلی گفته می‌شود که در تخت جمشید یافت شده‌اند. این الواح در طی حفاری‌های قانونی مؤسسه خاورشناسی دانشگاه شیکاگو در دههٔ ۱۹۳۰ یافت شدند. این کاوش‌ها از سال ۱۹۳۰ تا ۱۹۳۴ تحت سرپرستی ارنست هرتسفلد و از ۱۹۳۴ تا ۱۹۳۹ به‌دست اریک اشمیت انجام می‌شد.
سقوط تخت جمشید به‌دست اسکندر مقدونی و آتش‌سوزی و نامسکونی شدن آن سبب شده که الواح بایگانی اداری آن در طول سده‌ها حفظ شوند. طبق شواهد بدست‌آمده، آتش‌سوزی تخت جمشید بر این الواح آسیبی نرسانده و تنها باعث فروپاشی دیوار شمالی محافظ آنها شده که این دیوار تا زمان کشف الواح بر روی آنها باقی‌مانده و از آنها حفاظت کرده‌است. حرارت این آتش‌سوزی خود لوح‌های گلی را پخته کرد که سبب استحکام بیشتر و حفظ آنها شد.
هزاران لوح گلی و قطعات شکستهٔ برخی آنها بخشی از یک سامانهٔ اداری هستند که اسناد بیش از پنجاه سال فعالیت حکومتی (از ۵۰۹ پیش از میلاد تا ۴۵۷ پیش از میلاد) را در خود گرد آورده‌اند. این مدارک دربارهٔ شرایط جغرافیایی، اقتصادی، مدیریتی، دینی و اجتماعی حاکم بر منطقهٔ تخت جمشید که قلب سرزمین پارسیان بود اطلاعات بسیار گسترده‌ای در اختیار پژوهشگران گذاشته‌اند.
بایگانی‌های اداری تخت جمشید، تنها منبع دست اول مهم برای درک سازوکار داخلی پادشاهی هخامنشیان است و با وجود باستان‌شناسان بسیاری که بر این مجموعه کار کرده‌اند هنوز جای کار بسیاری باقی است. کُندیِ فرایندِ مطالعهٔ این الواح توسط پژوهشگران را می‌توان به خاطرِ اداری‌بودنِ ادبیاتشان و هیجانِ دراماتیکِ کمِ محتوای آن‌ها دانست.

## بایگانی باروی تخت جمشید
بایگانی استحکامات تخت جمشید که آن را به‌طور خلاصه با PFA (خلاصه‌شدهٔ Persepolis Fortification Archive) یا PFT (خلاصه‌شدهٔ Persepolis Fortification Tablets) نمایش می‌دهند، دسته‌ای از بایگانی‌های به‌دست آمده از تخت جمشید است که به مدارک و اسناد مربوط به تحویل، انتقال، مالیات، انبارهای محصولات کشاورزی (غله و میوه)، حیوانات اهلی، (گوسفند، بز، گاو و ماکیان)، محصولات غذایی (آرد ، نان و غلات ، شراب ، میوه‌های فراورده، روغن ، گوشت ) و محصولات حیوانی (همچون چرم حیوانات) در ناحیهٔ تخت جمشید پرداخته و همچنین میزان توزیع محصولات برای قربانی خدایان، خاندان سلطنتی، درباریان، موبدان، افراد دینی، مدیران، کارگران، مسافران، صنعتگران و حیوانات دام را نشان داده‌است.
اما پیش از آنکه این الواح سرنخی برای درک بهتر تاریخ هخامنشیان ارائه دهند، باید الواح رسی‌ای‌‌‌‌‌ که اغلب به گویشی متأخر از زبان عیلامی نوشته شده‌اند، رمزگشایی می‌شدند. بنابراین مقامات ایرانی در ۱۹۳۵، الواح باروی تخت جمشید را برای پژوهش و انتشار به موسسهٔ شرق‌شناسی سپردند. بایگانی‌ها در ۱۹۳۶ به شیکاگو رسیدند و از سال ۱۹۳۷ مطالعه بر روی آنان آغاز شده. در ۱۹۶۹ بود که ریچارد هلک اثر خود «۲۰۷۸ لوحِ عیلامیِ باروی تخت جمشید» را منتشر کرد و موجبِ رنسانسی در هخامنشیان‌شناسیِ دههٔ ۱۹۷۰ شد. این پروژه که هفت دهه را پشت سر گذرانده، هنوز تا کامل‌شدنْ فاصله دارد.
الواح بارو، از نظر اطلاعاتی که می‌توان از محتویات محدودشان که تنها معاملات حکومتی هخامنشیان پیرامون مواد غذایی را ثبت کرده‌اند استنباط کرد باید مورد توجه قرار گیرند.

### کشف
در حفاری‌هایی که ارنست هرتسفلد در تخت جمشید میان سال‌های ۱۹۳۳ و ۱۹۳۴ برای مؤسسه شرق‌شناسی انجام داد، ده‌ها هزار لوح سفالی پخته نشده، قطعات شکسته و… کشف شدند. هرتسفلد پیش از آنکه گذرگاهی برای حَفّاران بِکَنَد تصمیم گرفت ابتدا تراس تخت جمشید را حفاری کند تا به چیزی آسیب نرسد. او در این کنده‌کاری، دو اتاق پُر از لوح‌های گِلی یافت که به ترتیب مانند یک کتابخانه چیده شده بودند. این قطعاتِ پاک‌نشده با موم پوشانده شدند و پس از خشک شدن، آنها را در پنبه پیچیدند و در ۲۳۵۳ جعبهٔ شماره‌گذاری‌شده برای حمل و نقل بسته‌بندی کردند.
در آن زمان، هرتسفلد تخمین زد که این یافته شامل حدود ۳۰,۰۰۰ لوح و قطعاتِ نوشته‌دار یا بیشتر است. هرچند خودش یادداشت‌های دقیقی از خود به جای نگذاشت و هرگز گزارش باستان‌شناسی مناسبی منتشر نکرد.

### اجزاء
سه دسته‌لوحِ رسیِ عمده در بایگانی باروی تخت جمشید وجود دارد:
- عیلامی: بیش از ۱۵۰۰۰ مدارکِ عیلامی به خط میخی.[۱۱]
- آرامی: کمتر از ۱۰۰۰ مدرکْ به زبان و خط آرامی.
- بی‌متن: حدود ۱۵۰۰۰ شیءِ بی‌نوشته مانندِ مُهر یا بیشتر.

هرچند رابطهٔ این اجزاء بایکدیگر هنوز روشن نیست.

### شمارگان
در سال ۱۹۵۰، ۱۵۳ لوح به همراه ۳۰۰۰۰ قطعه شکسته از الواح و تعداد نامشخصی از الواح نوشته‌نشده به ایران بازگردانده شد.
در سال ۲۰۱۰، بین ۲۰۰۰۰ تا ۲۵۰۰۰ لوح و نیز قطعاتی از آنها که متعلق به ۱۵ تا ۱۸ هزار سند هستند در مؤسسه خاورشناسی باقی‌مانده‌اند. شمارگان اصلی این الواح در زمان خود احتمالاً بیش از ۱۰۰۰۰۰ لوح عیلامی بوده‌اند که مقدار باقی‌ماندهٔ سالم آنها امروزه تنها به زحمت به ۵ درصد بایگانی اصلی هخامنشیان می‌رسد.
طبق تخمین‌ها، اندازهٔ بایگانی اسناد توزیع غذا در منطقهٔ تحت حکومت داریوش بزرگ از ۵۲۲ تا ۴۸۶ پیش از میلاد، به تنهایی بیش از ۲۰۰۰۰۰ لوح بوده‌است.

### بازهٔ زمانی
این بایگانی، ۱۶ سال، از سال ۵۰۹ تا ۴۹۳ پیش از میلاد، یعنی از سال ۱۳اُم تا ۲۸اُمِ سلطنت داریوش بزرگ را پشتیبانی می‌کند. پراکندگی گاهشمارانهٔ این بایگانی نامتعادل است و شمارِ الواحِ سال‌های ۲۲ و ۲۳ از سلطنت داریوش بزرگ، بیشتر اند.

### گزارش‌های عیلامی
فهم کنونی از الواح باروی تخت جمشید، از جامعهٔ آماری‌ای ۲۱۲۰تایی از الواح عیلامی و ۱۱۴۸ مُهر حاصل شده که ریچارد هلک آن‌ها را منتشر کرد. ۲۰ لوحِ تازهٔ دیگر هم توسط پژوهشگرانِ گوناگون منتشر شده‌اند.
بخش بزرگی از گزارش‌های عیلامی، یادداشت‌هایی از معاملات هستند. قدیمی‌ترینشان مربوط به ماهِ نخست ۱۳اُمین سالِ سلطنت داریوش بزرگ (آوریلِ ۵۰۹ پیش از میلاد) و جدیدترینشان مربوط به دوازدهمین ماهِ ۲۸اُمین سالِ سلطنت داریوش بزرگ (مارس/آوریلِ ۴۹۳ پیش از میلاد) است.
گزارش‌های عیلامی حدودِ ۱۵۰تا از مکان‌های تحتِ ادارهٔ دولتِ هخامنشیان در تخت جمشید (بخش اعظم استان فارس و شاید بخش‌هایی از استان خوزستان) را نام می‌برد؛ شاملِ روستاها، املاک، بوستان‌ها و باغ‌ها، انبارها، دژها، خزانه‌ها، شهرها، رودخانه‌ها و کوه‌ها.

#### نمونه
نمونه‌نویسه‌گردانده‌ای از ترجمهٔ عیلامی یک گزارش از تخت جمشید توسط ریچارد هلک:

PF 53

2 w.pi-ut kur-min m.Šu-te-na-na Ba-ir-ša-an ku-ut-ka hu-ut-ki+MIN-nam
Ba-ka-ba-da Na-ba-ba du-iš-da be-ul 21-na
۲ (بارِ) انجیر که شوتِنا عرضه می‌کردش، برای فروشگاه‌ها (یِ سلطنتی) (به) تخت جمشید بُرده شد.
باکابادا (وَ) نابادا دریافتش کردند. سالِ ۲۱اُم.

### گزارش‌های آرامی
حدود ۶۸۰ لوح و قطعهٔ تک‌زبانهٔ آرامی (آرامیِ امپراتوری) در این بایگانی شناخته شده‌اند.
تقریباً همهٔ گزارش‌های آرامی، دورِ رشته‌های گره‌خورده شکل گرفته‌اند. همهٔ متون آرامی دارای آثار مُهرگون هستند و یا حکاکی شده‌اند یا با قلم‌مو و مرکب نوشته شده‌اند و شبیه یادداشت‌های عیلامی هستند. آن‌ها سوابق حمل یا نگهداری مواد غذایی، پرداخت بذر، پرداخت آذوقه برای مسافران و پرداخت جیره برای کارگران هستند.

### گزارش‌هایی به دیگرزبان‌ها
تخت جمشید مسکنِ انبوهی از انسان‌ها با زبان‌های گوناگون بوده‌است. گزارش‌های بی‌نظیری از دیگرزبان‌ها در تخت جمشید بایگانی شده‌اند که گواه بر تکثر قومیتیِ دولت تخت جمشید هستند مانندِ:
- لوحی که به زبان یونانی، مقدارِ شراب نام ماهی به آرامی را ثبت کرده‌است.[۲۴]
- لوحی که به زبان فارسی باستان، قیمتِ برخی کالاهای خشک میانِ پنج روستا را در بر دارد.[۲۴]
- لوحی که به گویش بابلیِ اکدی نوشته شده‌است و سندی قانونی پیرامونِ خرید یک برده در تخت جمشید در زمان داریوش بزرگ در میان مهمانان و شاهدانی با نام‌های بابلی را ثبت کرده‌است. سوابقِ قانونیِ مطابق با قراردادهای بابلی در این لوح دیده می‌شود.[۲۵]
- لوحی تفسیرنشده به زبان فریجی.[۲۶]
- لوحی که به خطِ میخیِ ناشناخته‌ای نوشته شده‌است.[۱]

### موارد بی‌نوشته
حدود ۵۰۰۰ لوح و قطعهٔ فقط دارای مُهر و بدون متن است یا بیشتر هم جزو این بایگانی اند. تقریباً همه مواردِ این‌چنینی، در اطراف رشته‌های گره‌دار شکل گرفته‌اند. شایان نگرش است که هیچ یک از لوح‌ها و قطعاتِ بی‌نوشته، مُهر مقامات عالی‌رتبهٔ دولت هخامنشی را ندارند.
همچنین در موارد معدودی به جای مهر از دکمه‌ها، سکه‌هایی مانند تترادراکمِ آتنی (Athenian tetradrachms) و دریک هخامنشی یا سایر اشیاء رایج استفاده می‌شده است.

### مُهرها
بیش از ۲۲۰۰ مُهر استوانه‌ای و مُهرِ جوهریِ (stamp seal) متمایز با نقوشِ شکار، نبرد، جانوران، پرستش و طرح‌های انتزاعی در این بایگانی شناخته شده‌اند. این شمار با مطالعهٔ بیشتر می‌تواند افزایش یابد و بایگانی باروی تخت جمشید را تبدیل به بزرگ‌ترین مجموعهٔ تصویرسازیِ جهان باستان کند که مهارت‌ها و سبک‌های بسیارِ حَکّاکان و طَرّاحان را می‌نمایانند.
بیش از ۱۰۰تا از مُهرها دارای نوشته هستند که صاحبِ مُهر را معرفی کرده‌اند. بسیاری از مُهرهای عیلامی‌نوشت می‌توانند با مقاماتِ رسمیِ دولت هخامنشی که نامشان در بایگانی آمده مرتبط باشند؛ مانندِ نامِ عیلامی Parnâkka با نام فارسی باستانیِ Farnaka.

### اهمیت
تا پیش از کشفِ این بایگانی، عمدهٔ اطلاعات ما از دولت هخامنشیان ناشی از گزارش‌های یونانی مانند هرودوت، شرحِ حالْ نویسانِ اسکندر مقدونی و داده‌های عهد عتیق بود که نگاهی جزئی و سوگیرانه از هخامنشیان را ارائه می‌کنند.
بایگانی باروی تخت جمشید، سامانهٔ خبره و جامعی است که گستردگی و پیچیدگی بالایی در یک اقتصاد سازمانیِ درنتیجهٔ یک برنامه‌ریزیِ بلندمدت و بزرگ‌مقیاس را می‌نمایاند. این بایگانی، پژوهشی بی‌نظیر در بابِ سازمان‌یافتگیِ کارگران، مسیرهای ارتباطی، جمعیت‌شناسیِ مناطق و ارتباط دولت مرکزی با دولت‌های ایالتی را پیش می‌نهد. پژوهش‌ها درک بهتری از قلمرو تحت مدیریت دولت تخت جمشید و سامانهٔ زیربنایی حکمرانی ایشان به دست می‌دهند. افزون بر کارگران مَرد، کارگرانِ زن بسیاری در الواح باروی تخت جمشید گزارش شده‌اند. برخی از زنان احتمالا به خاطر مقام یا مهارتشان، جیرهٔ بیشتری نسبت به مردانِ گروه دریافت کرده‌اند. در الواح به «مادران تازه» اشاره می‌شود که جیزهٔ فردی دریافت می‌کنند؛ مادرانی که پسر زاییده‌اند، دو برابرِ مادرانِ دخترزاییده جیره می‌گیرند.
واژه‌ها و نام‌های ایرانیگ (Iranic) در گزارش‌های عیلامی و آرامی، بزرگترین منبع برای شناخت زبان‌های ایرانی باستان هستند وو شواهدی از فرهنگ واژگان، واج‌شناسی و تنوع گویش‌های آن زمان محسوب می‌شوند.
تکه‌های عیلامی‌نوشتِ یافته‌شده از سایر مکان‌های امپراتوری هخامنشی به شیوه‌های رایج و فعالیت‌های اداری مشابهی اشاره دارند. اسناد بایگانی پیداشده در بلخ، یکی از ساتراپی‌های امپراتوری هخامنشی، دارای واژگان اداری، فعالیت‌ها و حسابداری یکسانی با آنچه در بایگانی تخت جمشید موجود است هستند.
کشف گزارشی به زبان فارسی باستان مربوط به یک کار اداریِ معمولی، این تصورِ غالبِ پیشین که زبان پارسی باستان تنها برای کتیبه‌های یادبودی-امپراتوری استفاده می‌شده‌است را به چالش می‌کشد.
این بایگانی، رفتار یکسانی با خدایان گوناگون دارد. از خدایانی که به ایشان اشاره شده می‌توان به اهورامزدا، هومبان، اینشوشیناک، شیمات، اداد و خدایانِ ناشناختهٔ دیگری اشاره کرد. اشاره‌ای به میترا در این بایگانی پیدا نشده.

### ماجرای قضایی
در سال ۲۰۰۴، بایگانی باروی تخت جمشید در میان یک دعوی مهم در دادگاه فدرال ایالات متحده آمریکا گرفتار شد.
در سال ۱۹۹۷، پنج گردشگر آمریکایی بر اثر انفجار بمب‌های چمدانی در یک مرکز خرید در اورشلیم توسط تروریست‌ها کشته و تعداد زیادی زخمی شدند. سازمان فلسطینی حماس مسئولیت این بمب‌گذاری‌ها را بر عهده گرفت.
در سال ۲۰۰۱، بازماندگان این حمله و اعضای خانواده‌شان شکایتی علیه حماس و ایران مطرح کردند و مدعی شدند که ایران از حماس حمایت مالی و لجستیکی کرده است.  دادگاه موافقت کرد و ۷۱/۵ میلیون دلار به عنوان خسارات جبرانی و ۳۰۰ میلیون دلار به عنوان خسارات جزایی از سوی ایران به نفع شاکیان صادر کرد.
در این راستا، شاکیان در سال ۲۰۰۴ در تلاش برای تصاحب آثار و مجموعه‌های ایرانی در موزه‌ها از شماری از موزه‌های آمریکا شکایت کردند، که مؤسسه شرق‌شناسی و بایگانی باروی تخت جمشید هم از جمله این گروه بودند.
پرونده در ۴ دسامبر ۲۰۱۷ مورد بحث و بررسی قرار گرفت و در ۲۱ فوریه ۲۰۱۸ با نتیجه ۸ بر ۰ به نفع ایران تصمیم‌گیری شد.
بنابر دیدگاه اکثریت جامعه دانشگاهی و همچنین نهادهای بین المللی مانند یونسکو، حفاظت از میراث فرهنگی، تبادل و تحقیقات علمی باید فراتر از سیاست باشند.

### پروژهٔ PFA
تهدیدِ از دست دادن این بایگانی در نتیجهٔ دعوی قضاییِ سال ۲۰۰۴، مؤسسه شرق‌شناسی را بر آن داشت تا پروژه PFA را در سال ۲۰۰۶ به سرپرستی دکتر متیو استولپر، استاد آشورشناسی تسریع و گسترش دهد. پژوهشگران از دانشگاه‌های گوناگون، دانشجویان و داوطلبان به‌تندی بایگانی باروی تخت جمشید را رقمی (دیجیتالی) کرده و از طریق منابع آنلاین برای پژوهش‌های بیشتر در سراسر جهان در دسترس قرار می‌دهند.
ویراستارانِ این پروژه اینان اند:
- آنالیزا آزونی، متون آرامی، دانشگاه واندِربیلت، نشویل
- السپت دوسینبر، آثار مهر بر متون آرامی، دانشگاه کلرادو، بولدر
- مارک گاریسون، آثار مهر و موم روی همه اجزا، دانشگاه ترینیتی، سن آنتونیو
- وُلتِر هِنکُلمَن، متون عیلامی، دانشگاه وریایِ آمستردام و دانشکده علمی مطالعات پیشرفتهٔ پاریس
- چارلز جونز، متون عیلامی، موسسه مطالعات جهان باستان، نیویورک
- متیو استولپر، متون ایلامی، مؤسسه شرق‌شناسی، شیکاگو

## بایگانی خزانه‌داری تخت جمشید
اریک اشمیت از ۱۹۳۴ تا ۱۹۳۹ طی یک سری از خاکبرداری‌ها موفق به کشف دومین مجموعه از بایگانی‌های الواح شد که با نام بایگانی خزانه‌داری تخت جمشید (PTA؛ خلاصه‌شدهٔ Persepolis Treasury Archive) یا الواح خزانه‌داری تخت جمشید (PTT؛ خلاصه‌شدهٔ Persepolis Treasury Tablets) شناخته می‌شود. برای انتقال این الواح به تهران، آنها را در جعبه‌های کوچک فلزی و در میان خاک‌اره قرار دادند.
محتویات این الواح بیشتر به پرداخت پول نقره در عوض کالاهایی چون گوسفند، شراب یا غلات و نیز پرداخت دستمزد کارگران و صنعتگران تخت جمشید و مناطق اطراف می‌پردازد. برخی از این الواح، نامه‌های اداری هستند که دستور به پرداخت دستمزدهای گروهی از کارگران داده‌اند یا اینکه تاییدیه‌هایی هستند که وصول و پرداخت دستمزد به کارگران را تأیید می‌کنند.

### موقعیت
بایگانی خزانه‌داری تخت جمشید در قسمتِ جنوب‌شرقیِ تراس تخت جمشید، جایی که «خزانهٔ سلطنتی» نامیده میشد همراه با قطعاتی از طلا کشف شد.

### محتویات
دو نوع لوح و قطعات عمده در این بایگانی هستند:
- گزارش‌هایی به زبان عیلامی و خط میخی (و یک لوح به زبان بابلیِ اکدی مربوط به مالیات‌های نقره‌ای که سه نفر در مکانی ناشناخته در سال‌های نوزدهم و بیستم سلطنت داریوش بزرگ پرداخته‌اند.[۴۷][۴۸])
- اشیائی با اَشکال گوناگون مانند مُهر و حلقه که بیشترشان دارای علائمی هستند که گویی برای اتصال و محکم‌کردنِ جعبه‌ها و ظروف به کار می‌رفته‌اند.

### شمارگان
کاوشگران در جمع تعداد ۷۴۶ لوح و قطعات آنها را گزارش کرده‌اند. (۱۹۸ لوح سالم و قطعات بزرگ و ۵۴۸ قطعهٔ کوچک‌تر) ۴۶ لوح به مؤسسهٔ خاورشناسی داده شد و بقیه به موزه ایران باستان در تهران فرستاده شد. برخی از این الواح را از سال ۱۹۸۸ در تالار الواح موزه ملی ایران نگه داشته‌اند. ۱۹۹ لوح مُهرشده بدون متن نیز در این کاوش‌ها پیدا شدند.

### بازهٔ زمانی
بایگانی خزانه‌داری تخت جمشید، ۳۵ سال از ۴۹۲ پیش از میلاد تا ۴۵۷ پیش از میلاد را پوشش می‌دهد که یعنی از سال ۳۰اُمِ سلطنت داریوش بزرگ تا سال هفتم سلطنتِ اردشیر یکم با پراکنشِ بیشتر در سال‌های نوزدهم و بیستمِ سلطنتِ خشایارشا.

#### نمونه
نمونه‌نویسه‌گردانده‌ای از ترجمهٔ عیلامی یک گزارش از خزانه تخت جمشید توسط جورج کمرون:

No. 1957:5

ma-u-ú-iš kán-za-bar-ra tu-ru-iš ir-da-tak-ma na-an KI.MIN 2 kur-šá-am KÚ.BABBAR şa-ik pír-nu-ba-ik
gal-na SÌ.SÌ-du gal ruh mu-ši-in sìk-ki-ip i-ia-an-uk-ku-ma ma-u-ú-iš da-ma gal
Edge      [ITU ha-ši-ia-ti]-iš-
Reverse n [a be-ul] 19-um-me-man-na 4 ruh un-ra [Lines 12-15 completely destroyed li]-ka du-me
ba-ka-gi-i-a(sic!)-ik-mar
(به) وهنوش، سخنگوی خزانه‌دار؛
آرتاتاخما می‌گوید: ۲ کارشا نقره،
نصفِ باقیماندهٔ دستمزد
به عنوان مُزدْ به حسابدارانِ زیردستِ
وهنوش بدهید.
(این،) دستمزدِ ماهِ آچیادیا (؟) از سال نوزدهم سلطنت (است).
۴ مرد، هر یک
خطوط ۱۲ تا ۱۵ از بین رفته‌اند.
[این دستورِ مُهرشده] داده شده‌است.
رسید از سوی باگاگیا [آمد].

### اهمیت
بایگانی تخت جمشید، منبعی غنی برای مطالعه تمامی زبان‌های رسمیِ مورد استفاده در امپراتوری هخامنشی ایران، چه به صورت فردی و چه جمعی در ارتباط با یکدیگر است.
بایگانی خزانه‌داری تخت جمشید افزون بر این با ارائهٔ گزارشی از ورود پولِ نقرهٔ مسکوک به اقتصاد منطقه‌ایِ تخت جمشید و پذیرشِ نهایی آن به مطالعهٔ تاریخ اقتصاد هم کمک می‌کند. بایگانی باروی تخت جمشید، یک نسل پیش از باروی خزانه‌داری تخت جمشید، تنها گواهیِ پرداخت غیر نقدی در تخت جمشید (شراب، آبجو، غلات، آرد، گوسفند و مانند آن) است.

## دیگربایگانی‌ها
در کاوش‌های اکبر تجویدی در تخت جمشید میان سال‌های ۱۹۶۸ تا ۱۹۷۳، لوح‌های گلی بیشتری به دست آمد.  این حفاری‌ها در برج‌های بالای دیوار بارویِ بالای کوه رحمت، مهرهایی هخامنشی را یافتند. از یک گروهِ ۵۲مُهریِ بی‌نوشته، برخی نقوش مانندِ مهرهای موجود در بایگانی خزانه‌داری تخت جمشید هستند.
شاید کاوش‌های آتی در مناطقی که در حال حاضر کاوش نشده‌اند، مانند بخش جنوب‌شرقیِ تراس تخت جمشید و استحکاماتِ کوهستانی، بایگانی‌های دیگری به دست بدهند.

## بازگشت به ایران
الواح بایگانی‌های تخت جمشید پس از آنکه با موافقت دولتِ وقتِ ایران به دانشگاه شیکاگو امانت داده شد بودند، به تدریج در چند برههٔ زمانی به ایران بازگشتند و بازگشتشان همچنان ادامه دارد.
نخستین محموله، شامل ۱۴۷ قطعه از بایگانی بود که در سال ۱۳۲۷ به تهران رسید. در سال ۱۳۲۹ هم محموله‌ای ۳۷۰۰۰قطعه‌ای به ایران بازگردانده شد. در سال ۱۳۸۳ هم ۳۰۰ قطعه به ایران بازگشتند. پس از جنجالِ مذکورِ قضایی در همین مقاله، ۱۷۸۰ قطعه‌لوحِ دیگر در سال ۱۳۹۸ به ایران بازگشتند.
تا سالِ ۱۴۰۱، بیش از ۲۰۰۰ لوح به ایران بازگشته بودند.
در شهریورِ ۱۴۰۲، در جریان بازگشتِ ابراهیم رئیسی به عنوان رئیسِ جمهوریِ اسلامی ایران از سفر خود به نیویورک برای حضور در سازمان ملل، ۳۵۰۶ لوحِ دیگر به ایران آمدند. این رخداد موجباتِ تبلیغاتِ حکومتی در ایران را فراهم کرد هرچند فرایندِ بازگرداندنِ این الواح به ایران چیزی است که دانشگاه شیکاگو قصدش را داشته و دارد و ربطی به تلاش‌های دولت‌های وقت ندارد.
در حال حاضر، ۱۳هزار لوحِ دیگر همچنان در دانشگاه شیکاگو اند که وزارت میراث فرهنگی، گردشگری و صنایع دستیِ ایران، چندی پیش، از بازگشت تمام این الواح به ایران تا پایان سال خبر داده بود.